# 東出融
東出 融（ひがしで とおる、1959年1月3日 - ）は、日本の「振付師」、「ダンサー」。「心体ワーカー」、「アートリブ・コミュニティ・ビレッジ制作者」、縄文百姓芸術団あらえびす代表。ボディワーク工房カンパニーハーツ主宰者。

## 経歴
自称忍者のもとに生まれる。振付師で世界に立ち怪我で引退をする。
山形県東根市の古民家を改装して新夷として宗教を始める。

### 心体ワーク
普段、無意識に行われている身体操作を、意識的に捉えコントロール可能とすることで、自身の可能性を開き、各々の専門分野に生かすことを目的とした、総合的なワーク。
バレエエクササイズ、武術の稽古法、所作、母音の発声法、ゲーテの形態学、シュタイナーの人智学、心理学、人類学、インナー・マッスル、神経などをホリスティックな視点から身体作りを行っている。
身体の筋肉構造・神経形態と、心理状態の繋がりを多面的に捉え、それらを生活の所作に取り入れ、個人に留まらない全体的な生活の創造を目指す。
精神と身体は、切り離せないものであると言う概念から、「身体」ではなく、「心体」と表記する。
座学ではなく、実際に体を動かし、自身の感覚で変化を捉える実践的な方法をとっている。
横浜、名古屋、大阪、高知、山形、北海道、韓国、オランダ（アムステルダム）等で現在も活動中。